# Romana Vrede
Pour les articles homonymes, voir Vrede (homonymie).
Romana Vrede, née le 24 octobre 1972 à Paramaribo, est une actrice néerlandaise, d'origine surinamienne.

## Filmographie

### Cinéma et téléfilms
- 2000 : Papa's Song : Shirley Venema-Zaandam
- 2006 : Afblijven (en) : L'infirmière numéro 1
- 2008 : TBS : La superviseuse clinique
- 2008 : Tiramisu : La vendeuse lingerie
- 2009 : Suzanne en de mannen (nl) : Iris
- 2009 : Het verdwenen verhaal : La mère de Glenn
- 2010 : De eetclub (nl) : Dorien Jager
- 2012 : Oom Henk (nl) : Grace
- 2012 : De 4 van Westwijk : Ella
- 2015 : Overspel (nl) : La fonctionnaire de mariage
- 2016 : Nieuwe buren (nl) : La thérapeute Eva
- 2017 : De Begrafenis van de Verlegen Mens : La femme en robe
- 2018 : Moordvrouw : Rita Ligtveld
- 2018 : De Matchmaker : Veronika
- 2018 : Crows Nest (film) (en) : Daphne
- 2019 : Hiernamaals (en) : La mère de Vera
- 2019 : Morten (en) : Merel de Voogd